# Vlag van Oostenrijk
De vlag van Oostenrijk heeft drie gelijke horizontale banden in de kleuren rood (Pantone 186 C), wit en rood. In het midden van de staatsvlag staat het wapen van Oostenrijk. De vlag werd pas officieel aangenomen op 1 mei 1945.

## Geschiedenis

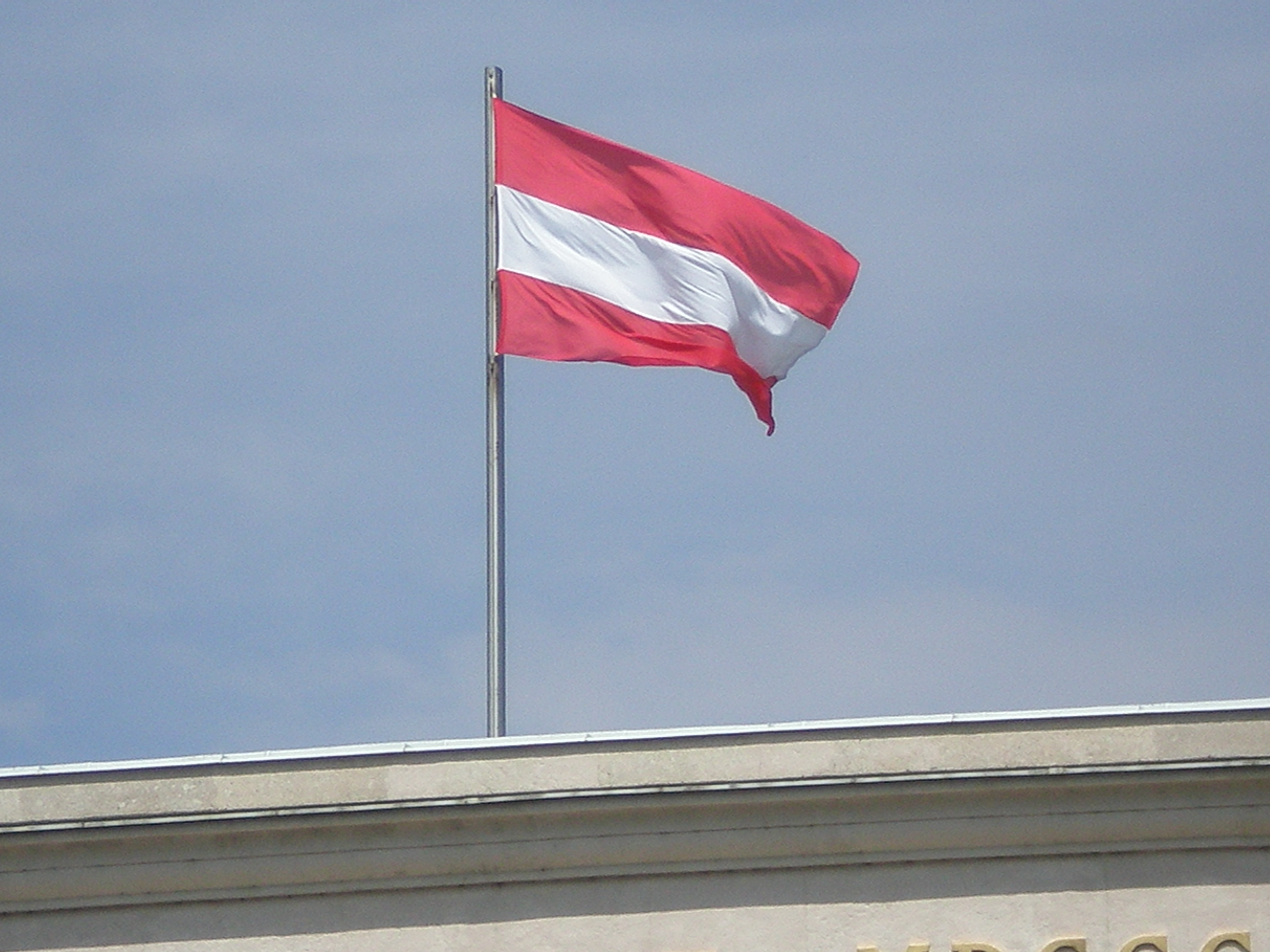
Oostenrijkse vlag, Hofburg, Wenen

Samen met de Deense vlag behoort de Oostenrijkse vlag tot de oudste nationale vlagontwerpen van de wereld.
Volgens een legende werd de vlag uitgevonden door Hertog Leopold V van Oostenrijk (1157-1194) en bedacht tijdens een woeste strijd ten tijde van de Kruistochten. Na het Beleg van Akko was zijn witte gewaad volledig doorweekt met bloed, maar toen hij zijn riem verwijderde was het textiel daaronder nog wit. Hij vond dit zo'n bijzonder gezicht dat hij de vlag van Oostenrijk liet maken naar dit ontwerp.
In feite werd de vlag in de dertiende eeuw ontworpen door Hertog Frederik II van Oostenrijk (1210-1246), uit het huis Babenberg. Frederik streefde voor het Aartshertogdom Oostenrijk naar grotere onafhankelijkheid van de keizer van het Heilige Roomse Rijk.
De huidige vlag is sinds eind 1918 in gebruik, aangezien de vlag van Oostenrijk-Hongarije zwart-geel was. Het rood-wit-rood was wel een onderdeel van de civiele vlag van Oostenrijk-Hongarije en vormde (met wapen) ook de handels- en oorlogsvlag van dit verdwenen keizerrijk. Met de stichting van Deutschösterreich na de Eerste Wereldoorlog werd de rood-wit-rode vlag officieel aangenomen; deze bleef na de stichting van Oostenrijk als voortzetting van Deutschösterreich in gebruik.